# Cymophorus leucostictus
Cymophorus leucostictus är en skalbaggsart som beskrevs av Hermann Rudolph Schaum 1841. Cymophorus leucostictus ingår i släktet Cymophorus och familjen Cetoniidae.

## Underarter
Arten delas in i följande underarter:
- C. l. rufiventris
- C. l. rubrovittatus